# Amédé Barth

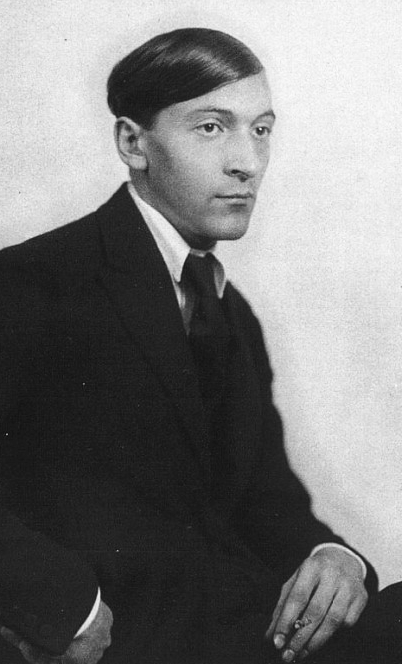
Amédé Barth

Amédé Barth, auch Amadeus Barth, Amadé Barth, Ernst Amadeus Barth (* 11. Oktober 1899 in Zürich; † 29. August 1926 in Romanäs bei Tranås; heimatberechtigt in Dagmersellen), war ein Schweizer Maler und Zeichner.

## Leben und Werk
Amédé Barth besuchte die Kunstgewerbeschulen in Zürich und Bern und zog 1920 nach Paris, wo er regelmässig seine Landschaftsbilder und Stillleben im Salon d’Automne (1922–1924), Salon des Indépendants (1923) und Salon des Tuileries (1924–1927) ausstellte.
1922 heiratete Barth die schwedische Malerin Signe Madelaine Pettersson (1895–1982). Nach zahlreichen Reisen, die sie u. a. nach Amsterdam, London und Berlin führten, liess sich Barth mit seiner Frau 1926 in Stockholm nieder, wo er im selben Jahr im Sanatorium Romanäs an Lungentuberkulose verstarb.